# Fracture temporelle
Fracture temporelle est une histoire en bande dessinée de Keno Don Rosa. Elle met en scène Donald Duck et ses neveux Riri, Fifi et Loulou, ainsi que Géo Trouvetou et son aide Filament.

## Synopsis
Donald a demandé à Géo d'inventer une machine à remonter le temps, et d'en avoir les droits de vente exclusifs. Riri, Fifi et Loulou leur signalent les dangers de la matérialisation dans des objets concrets. Le groupe se rend donc dans un lieu inchangé depuis 5 000 ans, temps accessible par la machine de Géo : Stonehenge en Angleterre.
Cependant, le lieu provoque un tel afflux d'énergie que les héros se retrouvent au Moyen Âge confrontés au roi Arthur en son village de Camelot, qui est bien loin de ressembler aux histoires des Chevaliers de la Table ronde.

## Fiche technique
- Histoire n°D 95079.
- Éditeur : Egmont.
- Titre de la première publication : En anka vid kung Arthurs hov  (danois, suédois), Ankka kuningas Arthurin hovissa (finlandais), Frem til fortiden (norvégien).
- Titre en anglais : The Once and Future Duck.
- Titre en français : Fracture temporelle.
- 24 planches.
- Auteur et dessinateur : Keno Don Rosa.
- Premières publications : Donald Duck & Co (Norvège), Anders And Co (Danemark), Aku Ankka (Finlande) et Kalle Anka & Co (Suède), no 21 du 23 mai 1996.
- Première publication aux États-Unis: Uncle Scrooge, 1997.
- Première publication en France : Picsou Magazine no 302, mars 1997.

## L'humour
Donald est l'élément comique de l'histoire par son manque de culture classique (compensé par l'usage du Manuel des Castors Juniors par ses neveux), par ses mimiques et son dédain à l'égard de Filament, véritable héros à part entière de l'histoire.
Les deux moments les plus tragiques sont compensés par des arrivées impromptues d'humour graphique et de jeux de mots. Alors que Donald va se faire décapiter, son bourreau manie la hache comme un club de golf. Alors que les neveux devisent sur leur bûcher, l'attaque menée par Donald détourne rapidement les sombres idées ; en effet, Merlin signale que « [leur] porte a... euh... sauté », au sens propre.